# Губернская улица (Новгород-Северский)
Губернская улица (укр. Губернська вулиця) — улица города Новгород-Северский. Пролегает от площади Князя Чёрного (Ленина) до улицы Майстренко.
Примыкают улицы Свободы, Воздвиженская, Гимназическая.

## История
В доме № 29 проходили заседания Новгород-Северского совета рабочих, солдатских и крестьянских депутатов, 5 января 1918 года провозглашена советская власть в Новгород-Северском уезде.
В 1918 году Губернская улица была переименована на улицу Карла Маркса — в честь немецкого философа Карла Маркса.
С 1938 года в доме № 29 размещается Новгород-Северское медицинское училище, основанное в 1936 году как двухлетняя школа акушерок и медсестёр. В 1988/1989 учебном году на 2 отделениях (медсестёр и фельдшерском) училось 445 учеников, работало 63 преподавателя.
В 2016 году улица Карла Маркса была переименована на Губернская улица.
4 ноября 2022 года депутаты горсовета переименовали улицу в честь советского и украинского политического и государственного деятеля, 2-го Президента Украины Леонида Даниловича Кучмы. Вскоре городской голова Новгорода-Северского Людмила Ткаченко наложила вето на решение горсовета. Повторно решение о переименовании депутаты не поддержали.

## Застройка
Улица пролегает в юго-восточном направлении. Парная и непарная стороны улицы заняты усадебной и малоэтажной жилой застройкой, учреждениями обслуживания. На улице расположены памятники архитектуры Триумфальная арка, Дом земской управы (дом № 2/1), Дом купца Ф. Г. Медведева (дом № 10).
Учреждения:
1. дом № 10 — Новгород-Северская районная детская библиотека
2. дом № 15А — Новгород-Северское лесное хозяйство
3. дом № 24 — Новгород-Северское налоговая инспекция
4. дом № 29 — Новгород-Северское медицинское училище
5. дом № 38 — Новгород-Северская государственная гимназия имени К. Д. Ушинского
6. дом № 51 — Новгород-Северский районный центр занятости

|                             |                       |                           |                                                |
| Дом гостиницы «Центральная» | Дом гостиницы «Савой» | Дом купца Ф. Г. Медведева | Дом мужской гимназии, Памятник К. Д. Ушинскому |

Памятники архитектуры, истории или монументального искусства:
1. дом № 2/1 — Дом земской управы — архитектуры местного значения
2. дом № 3 — Дом гостиницы «Центральная» — истории вновь выявленный
3. дом № 6 — Дом гостиницы «Савой» — истории вновь выявленный
4. дом № 10 — Дом купца Ф. Г. Медведева — архитектуры вновь выявленный
5. между домами № 32 и 34 — Триумфальная арка — архитектуры национального значения
6. дом № 29 — Дом присутственных мест — истории местного значения
7. дом № 38 — Дом мужской гимназии — истории местного значения
8. возле дома № 38 — Памятник К. Д. Ушинскому — монументального искусства местного значения